# Edith Lorans
Edith Lorans (* in Mülhausen) ist eine französische Opern-, Operetten-, Oratorien- und Liedsängerin in der Stimmlage Sopran/Koloratursopran.

## Leben und künstlerisches Wirken
Sie studierte Gesang am Conservatoire National de Strasbourg. Anschließend war Edith Lorans Mitglied des Opernstudios Biel/Bern. Meisterkurse u. a. bei Edda Moser, Ruthilde Boesch, Richard Miller, Marga Schiml und Ralph Weikert gaben ihrem weiteren künstlerischen Werdegang wichtige Impulse. Im Jahre 2004 beendete sie ihre Gesangsausbildung, gefolgt von Engagements an den Theatern von Augsburg, Hamburg, Luxemburg, Zwickau und Plauen. Seit der Spielzeit 2009/2010 ist Edith Lorans Ensemblemitglied am Theater Ulm. Dort debütierte sie als Königin der Nacht und zugleich als Papagena in Die Zauberflöte. Des Weiteren sang sie die Musetta in La Bohème, Frau Fluth in Die lustigen Weiber von Windsor, Josepha Vogelhuber in Im weißen Rössl, die Woglinde in Das Rheingold sowie die Donna Clara in Der Zwerg.
Das Rollenrepertoire der Künstlerin umfasst folgende Partien (Auswahl): Josepha Vogelhuber in Im weißen Rößl, Königin der Nacht, Pamina sowie Papagena in Die Zauberflöte, Konstanze in Die Entführung aus dem Serail, Rosalinde in Die Fledermaus, Coneconde in Candide, Arsena in Der Zigeunerbaron, Flamina in Il mondo della luna, Frau Fluth in Die lustigen Weiber von Windsor, Violetta in La traviata sowie Zerbinetta in Ariadne auf Naxos. Die Künstlerin wirkte bei zwei schweizerischen Erstaufführungen mit: in der Uraufführung von Benjamin Schweitzers Oper Jakob von Gunten als Fräulein Lisa und als Katherine in La jolie fille de Perth, einer selten gespielten Oper von Georges Bizet.
Neben ihrer Bühnenpräsenz ist Edith Lorans noch als Lied- und Oratoriensängerin tätig. Zu ihrem Repertoire gehören Werke von Wolfgang Amadeus Mozart, Johann Sebastian Bach, Max Reger, Joseph Haydn, Georg Friedrich Händel, Franz Schubert etc.

## Auszeichnungen
- 2003 Stipendium von der Nicati-de-Luze Stiftung, Lausanne
- 2008 Finalistin Goldener Engel, Hamburg